# 芒戈人
芒戈人(Mongo people)是非洲中部的班圖人的其中一個分支，構成剛果民主共和國的第二大民族，內部組成相當多元，是生活在剛果河河套南部和開賽河(Kasai)與桑庫魯河(Sankuru)以北的廣大赤道熱帶雨林中多種人群的共同體，編入剛果民主共和國的班頓杜省(Bandundu)與赤道省(Équateur)底下管轄。芒戈人大多使用芒戈語，也有部分地區使用其他語芒戈語接近的班圖語支的語言，居住在城鎮中心裡的芒戈人則往往偏好使用林格拉語（Lingála）、剛果語(Kikongo)或盧巴語(Luba)，即剛果最大宗的三種語言。

## 族稱與身份認同

開賽河

芒戈(Mongo)這個名字是數個類似群體的合稱，內部的主要的分支包含名為Balolo、Bamongo、Bomongo、Mbongo、Lolo、博耶拉(Boyela)、Bosaka、姆博勒(Mbole)、恩庫圖(Nkundu、Nkundo)、埃孔達(Ekonda、Konda)和恩通巴(Ntomba)等群體。
根據歷史學家Samuel Nelson的研究，芒戈這個名稱是一個相較晚近的社會身分，比起剛果盆地的住民反而更常被外人拿來使用，因為這裡的人仍然普遍以一些更「地方化」的名字認知自己。人類學家將這些地方化的身分認知歸類為以下三種：北部芒戈(可再細分成Balolo、Bamongo、Bomongo、Mbongo和Lolo)，中部芒戈(包含Nkundu、Mbole、Bosaka)，還有南部芒戈(主要是Ekonda與Kutshu)。

## 語言、人口與分布
芒戈人最主要的母語是芒戈語，芒戈語語內部存在數個方言，其中使用人數較多、較優勢的有恩庫圖方言、埃孔達方言、Longombe、Ngando、Ombo和Lalia方言。芒戈語是一種班圖語支的語言，屬於尼日-剛果語系，尼日-科爾多凡語族。在1970年代，大約有216000名恩庫圖方言的使用者，(此方言在許多英文媒體中被認定為標準芒戈語)，而在1995年，這個數字估計提升到了四十萬人。至於各個芒戈語方言的使用者總和，在1977年估計有三百二十萬人，2010年以後數字有可能超過一千萬人。

## 地理環境

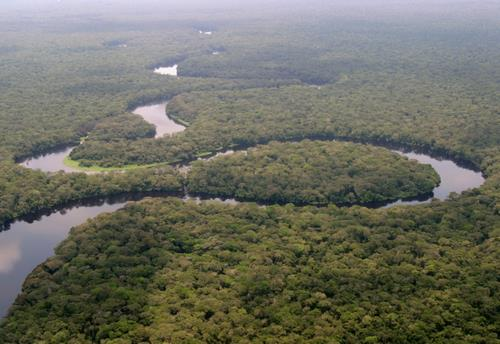
剛果盆地的赤道熱帶雨林，薩隆加國家公園

赤道省

芒戈人居住在現剛果民主共和國(DRC)境內的剛果盆地部分，範圍大概在剛果河河套南部和開賽河(Kasai)與桑庫魯河(Sankuru)以北。該地區氣候特徵為高溫、高濕度、豐富降雨，赤道熱帶雨林覆蓋面積超過一百萬平方公里，將近四分之一的剛果盆地面積。這裡的動植物分布不平均，住民的生活型態會受到當地生物生活範圍影響。

班頓杜省

## 歷史沿革

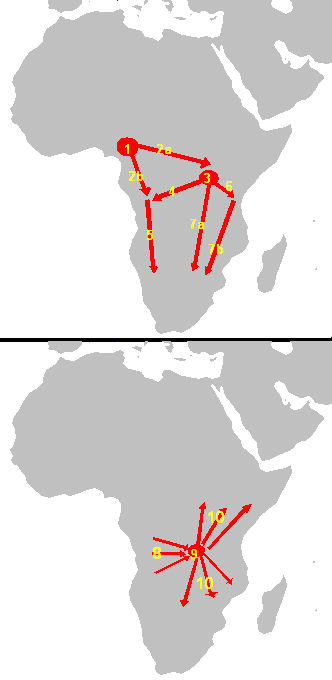
班圖遷移史，依數字表示先後順序

芒戈人的先民有可能是在西元一世紀開始遷移入剛果盆地中部，為班圖族群(Bantu peoples)的其中一支。第一批移民也許安頓在生態上最適合人類的區域，主要就是沿著河岸，以漁業作為最大宗的生產活動。其中有部分人口之後又移往內陸並從事狩獵和根莖作物種植，產量比根莖作物更高的香蕉大約在十一世紀左右傳入，成為這裡的主食。前殖民時代中，部族內與跨部族之間的戰爭非常普遍，原因通常是為了被殺死的同胞或利益爭執而互相報復。
在現代，被殖民統治的經歷和DRC的獨立造成其後芒戈文化的劇烈轉變，同所有其他剛果盆地住民一樣；芒戈人明顯的參與在現代剛果的經濟體系中，形成國家勞動力的一部分，他們接受學校教育，不少人口改宗基督新教。但是許多傳統的芒戈人信仰和習俗仍存留了下來，而且至今在整個剛果社會都還相當盛行，雖然也面臨了主流文化的同化壓力。另外，直到現在還可以清楚看見芒戈人保留了部族和族群身分的認同，意味著其傳統文化核心部分的生存力。

## 社會、家庭與婚姻

### 社會組織
芒戈人生活在定居的社群，通常由一到六個小村莊組成，各個小村莊間以灌木叢或田地分隔開來，每一個又由緊鄰通道兩旁而搭建的兩排住宅組成。部分社群中具有類似會所的地方，供男性從事各類活動。幾乎非常多的芒戈社群都混居著一小部分的另一種講芒戈語的族群－Twa族。
芒戈社會中最理想的基本生活單位是一個三代同堂的父系擴展家庭，他們稱之為「linkudu」。平均來說，這樣一個家庭的規模大概在二十人到四十人之間。每一個基本生活單位對其內大部分的事務都擁有自主權，並且由家族內的家長「Tata」主導。幾個鄰近的likudu複合成一個一般的村莊。
一個芒戈村莊的大小差不多能容納一百到三百人，作為一個有凝聚性的組織，它們承擔著一些大型任務，諸如清理大片森林騰出田地、組成防禦性團隊抵抗外在威脅等等。一個村莊的頭人必須是村裡最資深的那個家族的家長，其他家族的家長則作為諮詢性的顧問團協助頭人，他們和公眾的意見有時在執行習慣法的時候是相當重要的。芒戈社群內部有時會結成同盟，並設立一個議會負責管理，議會成員是由各村莊推舉出的年長男性擔任，中間還會在推舉出一位擔任同盟的頭人。在戰爭或動盪的時候，來自不同村莊被打散的芒戈人就會傾向組成一個新的聚落，基本上依地緣關係組成同盟來提供更強力的共同防護。與一般社群不同的是，這種聚落中的決策權交由一個連結較為薄弱的議會，當中就不只有長老，還包括戰士或巫師，因為他們的特殊技能在這樣的環境下更被重視。

### 資源分配
在傳統芒戈社會中，土地名義上都是由成年男性集團集體擁有，男性個體可分得小塊土地的使用權並進行耕種，但是分配給誰多少幾乎都是取決於村落頭人。每一個社群中的所有成員都自認他們居住的森林來自祖先的遺產，只賦予其後代生活其中的資格。
傳統上，一些物件仍然是屬於私人所有的財產，男性擁有茅草屋、工具，女性擁有家俱和飼養的牲畜，這些財產都是可任意流動的，超出氏族範圍也被允許。所以當芒戈夫妻離婚時，妻子有權利帶走這些傳統上被認為是女性擁有的財產，芒戈人認為那是她們通過「智慧」承繼來的，必須尊重。

### 婚姻與繼承
芒戈社會存在不只一種婚姻模式，但是最普遍的一種是父母之命媒韶之言，大部分情況下，沒有媒人當仲介的話婚姻無法成立，而且這個媒人不能屬於男方或女方家族，必須是中立的。這種婚姻類型往往關係到豐富的聘禮，贈與獸皮、鐵器、小刀或是銅戒，在過去甚至還有奴隸。其他類型的婚姻模式包括寡婦收繼婚制、交換姊妹婚(兩男人透過娶對方姊妹省去聘禮)等等。一夫多妻是可行的，但是一般男子少有兩位以上妻子。
芒戈人屬於父系社會，同一個父系世系群的成員通常生活在同一個村莊，實行外婚制。數個世系群聚成一個氏族，氏族成員散布在多個村莊中，但是仍形成一個政治單位，由年長男性中選出的頭人領導。
每一個家庭的財產都交由長子繼承，權力地位也都是以輩份決定接替順序。親屬連結和年資在芒戈社會中都是非常重要的，但是如果涉及政治權力的話，最重要的因素還是資產的多寡，而且透過宗法繼承資產的同時，也能讓政治權力世襲化。一旦建立地位後，社群的頭人們通常可以不斷維持或增加他們的權力，因為他們主導了土地和收穫的分配，在一個輩分長幼或關係親疏的名義下操作。

### 社會階層
在芒戈社會中可以識別出三種類型的社會地位層次：擁有權力的人、地位較前者低的人、完全不具有任何權利的人。在一個村莊中，最上層的部分是各個likudu的Tata，他們主導村莊大部分的事務例如指派各類任務、管理食物生產、仲裁爭議、代表村莊接觸外面的世界，因此也可以分到最多部分的獵物，擁有最多妻子，獲得尊重與差別待遇。
地位比當權者低一些的有幾種人，其中人數最多的是婦女，社會階層明顯不如男性。雖然在生產勞動上已經被併入丈夫的家庭裡，但是婦女在政治上仍然歸屬於其原生家庭，夫家不會賦予其任何權力，在較大的議題上甚至沒有發言的空間。婦女都被指派去做食物採集這種單調的任務，男人的任務則都是關於社會較重視的資源。少有例外的，芒戈婦女不具有任何私人財產，而且在未取得丈夫同意前不能任意處置她們採集來的水果。若違反社會禁忌如通姦時，她們也會受到比男性更嚴厲的懲罰。
難民與奴隸是芒戈社會最底層的群體，因為他們在社會中都沒有任何親屬連結，被認為是比所有具親屬連結的家庭成員低賤，所以只能依附在支配社會的頭人底下。難民群體在村莊中的基本單位僅僅只是一兩個家庭，非常弱勢，可能是過去遭遇戰爭、飢荒或流行傳染病時逃難來的。
大部分的奴隸都是在小型戰爭中被芒戈人所俘虜，失去自己親族的保護後，他們完全沒有權利可言，政治上、經濟上、社會上，奴隸都必須完全依賴他們的保護人。大部分的時候，奴隸會被一致的對待，然而比起其他階層仍然是較差的對待。奴隸的芒戈主子為了確保他們的忠誠度，其實也會透過施加有限度的同化來維持社會穩定，例如提供他們一些土地和伴侶；而且做為自己的財產，芒戈主子也有義務保護他的奴隸免於別人的虐待或剝削。

## 產業與生活

### 勞力分配
芒戈男性負責管理他們的家庭、建造房屋、製作各種用途的工具與武器，協助整理田地或作物，主要的工作還是狩獵捕捉野生動物。芒戈女性除了必須烹飪食物、處理家務、照顧孩童，還得負責採集野生植物、播種、鋤地、收割作物，幾乎大部分的農活，每當乾季的時候，溪水水位降到最低之際，又需要她們投入捕魚工作。

### 狩獵採集業

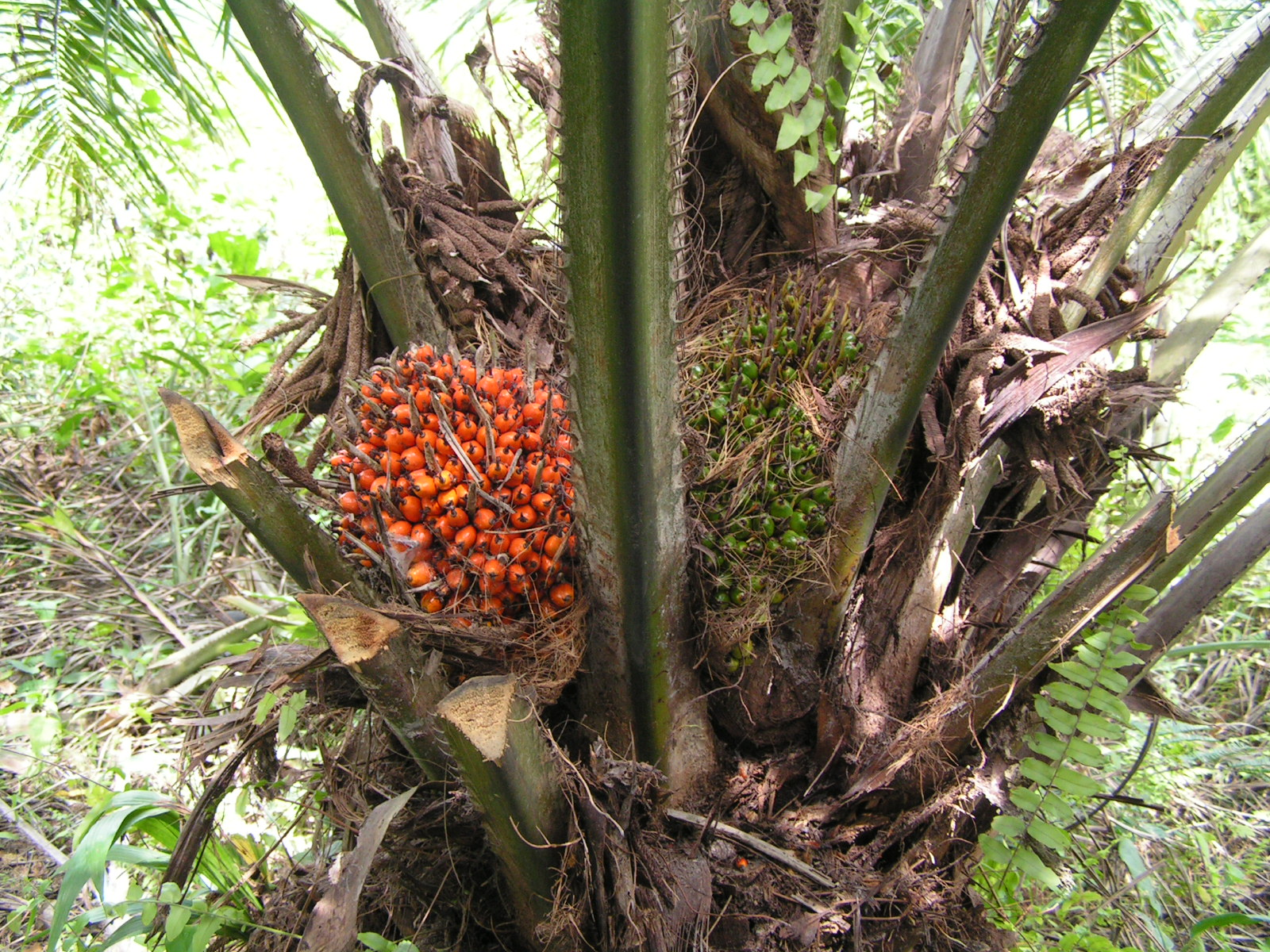
油棕

藉由狩獵採集取得自然資源一直是一種重要的生計活動，芒戈人可以從赤道雨林中獲取種類繁多的食物與用品，諸如水果、野菜、蕈菇、蝸牛、可食昆蟲(毛蟲、白蟻)，還有很多植物的根部可製成飲料、香料或藥物，其中油棕的副產
品特別重要。傳統上，小型動物以繩子套索製成的陷阱捕捉，大型的動物，像羚羊、野豬甚至大象這樣的，都是由男人組成狩獵團追蹤，並用網子、弓箭和長茅獵殺。芒戈社群每過一年左右的時間會發動一次小型的年輕男子團獵，而特殊節慶時通常會有跨部落的狩獵活動。

### 農業
大約在十九世紀以後，農業開始變成芒戈人生計活動中更重要的一部分。早在十六世紀時，葡萄牙人就將玉米、花生和豆子引入中部非洲，並擴大已有的芋頭、香蕉、油棕等作物的種植。現今芒戈人在住宅旁小塊的空地栽種小香蕉、辣椒(具醫療作用)或蔬菜，而主要作物，像芋頭和香蕉則種在較大面積的田地中，距離住宅通常有一些距離。芒戈人實行定期棄田的游耕式農業，每塊地經過大概三到五年的耕種時間以後，就要開始準備整理新的田，原來的地又重新被熱帶植披覆蓋。

### 商業
根據歷史學家Samuel Nelson的研究，在十八世紀的時候，歐洲人開始將國際奴隸貿易還有象牙貿易的魔爪深入剛果盆地，只有芒戈人幾乎是唯一只受到最低限度影響的族群。但是到了十九世紀他們還是直接被其衝擊，當貿易的龐大利益吸引外人第一次進駐盆地，最終導致比利時殖民者1880年代完全征服剛果。在殖民的過程中，芒戈人就像大部分其他非洲族群一樣，調整他們的生產模式，適應與國際橡膠、油棕、木材貿易有關的各種需求和機會。芒戈人在剛果盆地的跨族群貿易中也是非常活耀的參與者，他們沿著剛果河畔，用農作物和雨林資源跟擁有船隻的族群換取魚和進口貨物。

## 信仰與節日

### 原始信仰
芒戈社會到今天基本上都仍以原始信仰為主，他們相信許許多多的精靈和神祇存在，其中包含一個最高的主神（Mbombianda），但是芒戈人通常不會特別祭祀祂，只不過有時可能會召換祂施行詛咒。所有這些超自然存在都必須透過已故的長輩和親屬作為中介才能感知到，所以祖先崇拜是芒戈傳統信仰的核心，人們無論是祈求兒女健康、戰爭勝利或旅途平安都是向祖靈提出的。由於這種強調祖先崇拜的傳統，家族中的長老因此凸顯出特殊的宗教功能，每個家族的祭祀祖先儀式主要都是長老參與下進行的。

### 巫術
巫術的實行是包括芒戈在內所有剛果傳統信仰的共通點，人們面對生活中大多數的不幸諸如疾病、不孕、厄運或是貧窮時都會依靠巫術，施法下咒抵抗它們。巫術可以雙向操作，所以人們得到顯著的好運或是成功就會連結上有益的咒語、護身符，也常常把不幸歸咎於敵人的忌妒、野心和憎恨。巫師當然比村裡其他人還更能掌握巫術的運用，因此在芒戈社會中擁有較高的地位。
除了巫師、長老以外，芒戈傳統信仰裡還有一種宗教職業人員－先知，他們被相信能夠操縱神靈力量，並憑此能力幫助和傷害人們。
芒戈人相信許多疾病都是惡靈在作祟，他們認為巫師和巫婆可以透過與神靈交流，製造出強力的符咒和法術驅除惡靈，這是芒戈社會最常見的疾病處方。

### 習俗
芒戈夫妻在婦女懷孕期間禁止食用任何被野生動物殺死的動物，他們認為這種行為將會無形中傷害為出生的嬰兒。生下頭胎的婦女在分娩以後必須與丈夫隔離一小段時間，時間長短依個人所需，期滿後家族成員會為她舉行一個節慶。孩子出生後到了一定年齡還會有命名及割禮儀式，命名是屬於孩子父親的權力，而且通常芒戈人比較偏好採用父方親屬的名字給予新生兒。有時候婦女如果遭遇難產，原因會歸咎於死去的人在攻擊與他同名的新生兒，芒戈人認為只要改名就可以度過難關了。
部分地區的芒戈人會舉辦一種節慶，叫「更衣節」（Bolúmbú），類似女性的成年禮。女孩的兩位親屬會將她平常穿著的衣物脫去，穿上一件高價值的毛皮，通常是有條紋的羚羊皮或花豹皮，披掛在身體前後，象徵成熟。

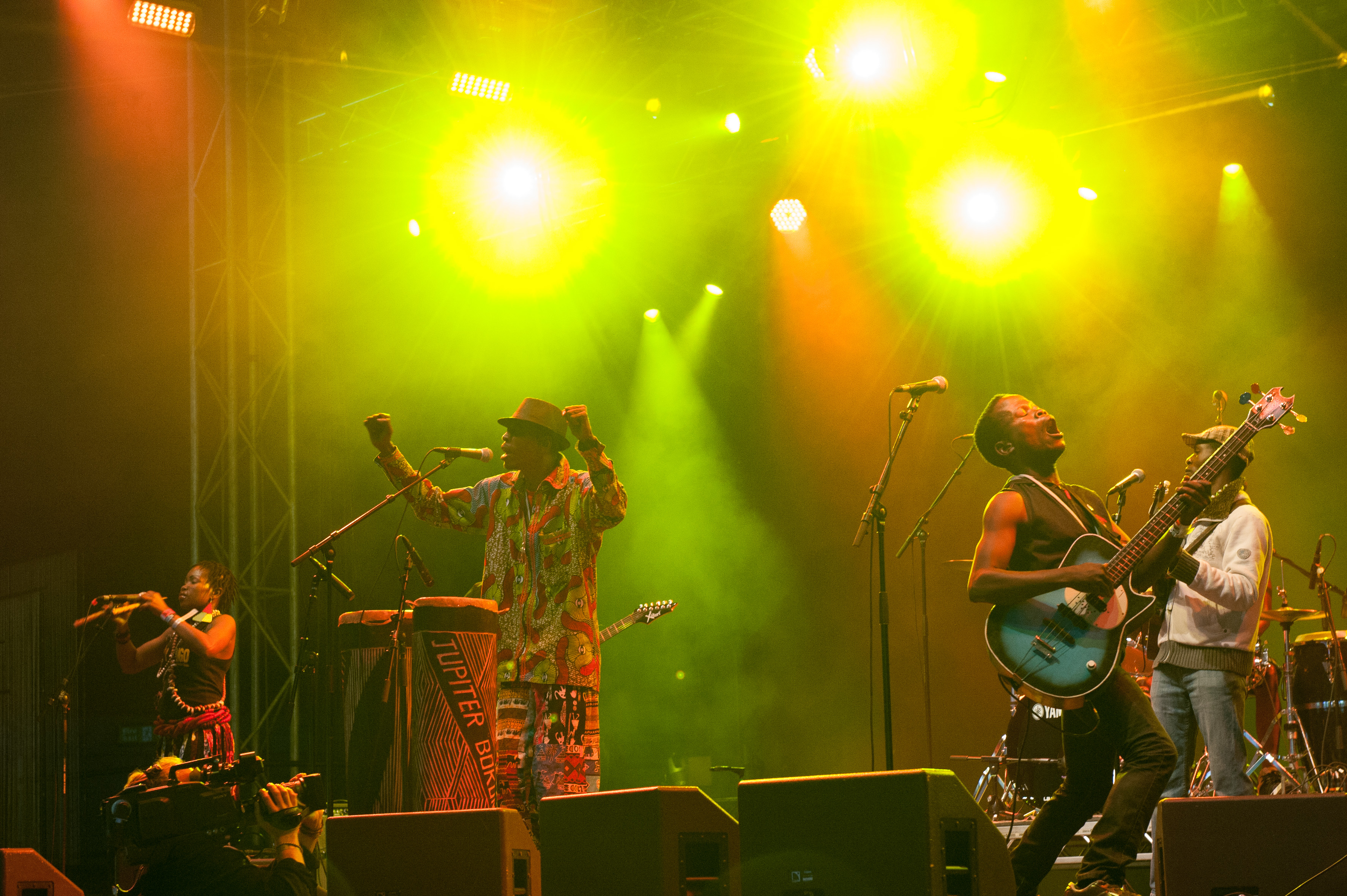
知名芒戈裔歌手Jupiter Bokondji

每一個氏族都會指定一塊地用作集體墓園，埋葬死去的成員。男性死者的埋葬不用舉辦儀式也沒有什麼特別規矩，但若是嫁進氏族的婦女死者，其屍體必須經過特殊儀式移送回她的原生氏族的墓園。然而，一位丈夫有時也可以將他的妻子埋葬在男方氏族的墓園，如果他取得了氏族的同意，這往往意味著他得為此支付特定的費用。因為一對配偶政治上分屬於不同氏族，所以向死去的另一方哀悼存在一些禁忌，而且另一方死後不能馬上去他墓園哀悼，必須經過一段時間的隔離。

## 藝術與文學
芒戈人的思想、道德原則與社會現實都反映在芒戈文化上，特別是他們豐富的口傳藝術，內容包含各式各樣的歷史故事、民間傳說、諺語、詩文以及歌曲。傳統的故事通常都圍繞著某些道德寓意和生活智慧，算是芒戈孩童基礎教育的一部分。諺語的主題涉及社會的各個層面，但是最常強調的還是家庭的重要性、尊重權威以及社會成員間互相的責任義務。芒戈地區過去普遍盛行人體裝飾藝術，除了配戴鮮豔的珠子、金屬環、佩刀等等飾品，最崇尚刺青。男性女性都會刺青，但是女性中間比較常見，對女性而言，刺青被認為可以催發性欲，所以常常刺在性器官附近。
芒戈人傳說有一種矮人狀的生物居住在叢林裡，他們相信是人的靈魂變成的鬼怪，叫做「Eloka」。根據傳說，這些生物在叢林中徘徊，擁有強大的咒術與惡毒的爪子，牠們只吃人類的肉體，平常棲息在樹洞內，長滿草鬍子，身著樹葉衣，是死神「Ilela」的僕人，身上戴著一種鈴鐺，可以用來施咒害人。

## 現況
面對現代化的過程中，越來越多的芒戈部族漸漸地融入了更大的國家體系裡，尤其在剛果民主共和國戰亂較少的東部，各個傳統部族地區間的經濟政治社會整合程度正在不斷提高，這是大時代大環境的趨勢。最明顯的現代化影響要屬國家經濟體系的擴張，芒戈人近幾年來發生許多人口遷移的現象，開始大規模從事採礦勞工，因為剛果民主共和國素以豐富的天然資源見稱，也只有礦業是該國目前唯一比較優勢、發展較良好的產業。

## 著名人士
歌手Jupiter Bokondji:金夏沙出生的芒戈裔歌手，在德國世界音樂樂壇發展，音樂風格融合了芒戈傳統民謠和歐洲式搖滾，傳承傳統同時也不失創新，擁有樂團Okwess International，在德國頗負盛名。